# Fisktjärnen (Järna socken, Dalarna)
Fisktjärnen är en sjö i Vansbro kommun i Dalarna och ingår i Dalälvens huvudavrinningsområde. Sjön har en area på 0,135 kvadratkilometer och ligger 233 meter över havet.

## Delavrinningsområde
Fisktjärnen ingår i det delavrinningsområde (671331-141993) som SMHI kallar för Ovan VDRID = Länsmansbäcken i Västerdalälvens vat*. Medelhöjden är 237 meter över havet och ytan är 8,42 kvadratkilometer. Räknas de 665 avrinningsområdena uppströms in blir den ackumulerade arean 7 222,29 kvadratkilometer. Västerdalälven som avvattnar avrinningsområdet har biflödesordning 2, vilket innebär att vattnet flödar genom totalt 2 vattendrag innan det når havet efter 305 kilometer. Avrinningsområdet består mestadels av skog (30 procent) och sankmarker (41 procent). Avrinningsområdet har 0,81 kvadratkilometer vattenytor vilket ger det en sjöprocent på 9,6 procent.